# Margareta Mommsen

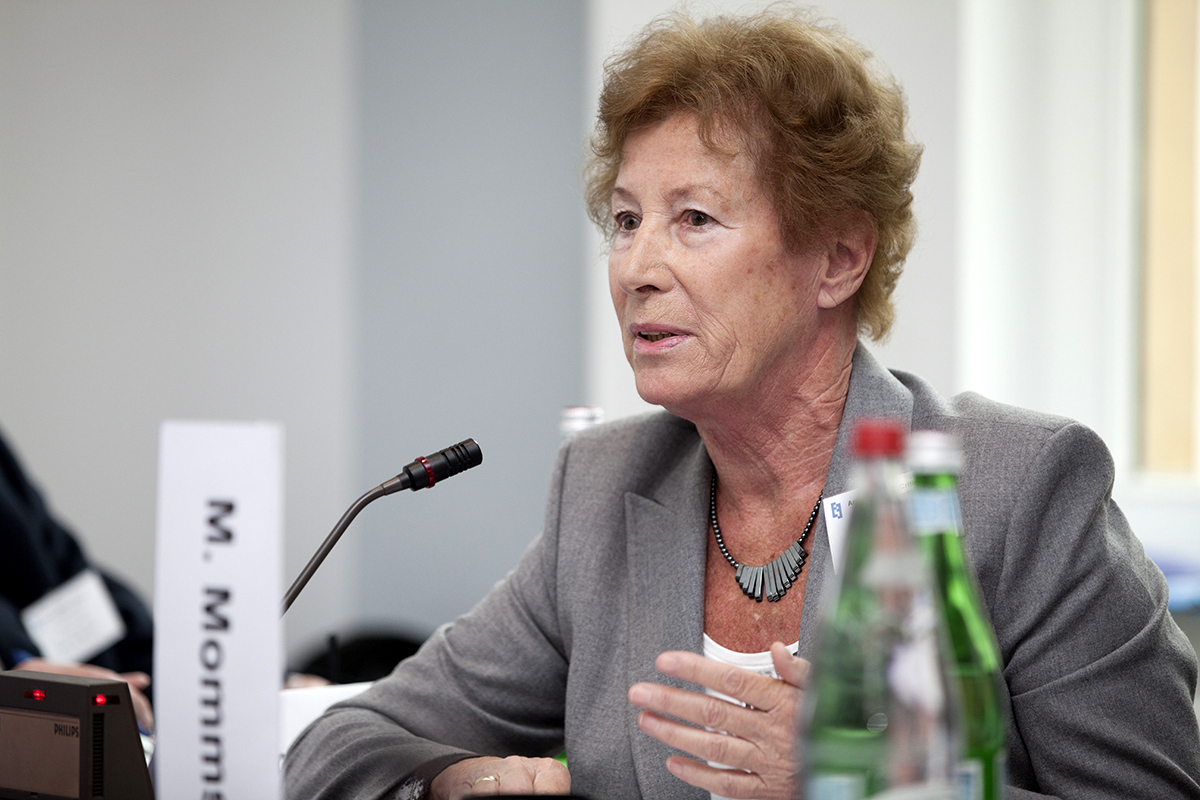
Margareta Mommsen im Jahr 2013

Margareta Mommsen, auch Margareta Mommsen-Reindl (* 17. Februar 1938 in Horn (Niederösterreich) als Margareta Reindl), ist eine Politikwissenschaftlerin österreichischer Herkunft.

## Leben und Wirken
Margareta Mommsen studierte die Fächer Politikwissenschaft und Osteuropäische Geschichte an der Université Libre de Bruxelles und der Universität Heidelberg. Im Jahr 1972 wurde sie in Heidelberg bei Carl Joachim Friedrich mit der Arbeit Die österreichische Proporzdemokratie und der Fall Habsburg promoviert. Sie war Redaktionsassistentin in der Politischen Vierteljahresschrift (PVS), dessen Fachbeirat der Redaktion sie (mindestens in den 1970er Jahren) angehörte.
Mommsen war wissenschaftliche Assistentin an der Ruhr-Universität Bochum. Dort erfolgte ihre Habilitation 1985. Im Jahr 1986/87 hatte Mommsen eine Lehrstuhlvertretung an der Universität-Gesamthochschule Duisburg inne. 1988/89 lehrte sie als Professorin für Politikwissenschaft an der Universität der Bundeswehr in Hamburg. Von 1989 bis zu ihrer Emeritierung im Jahr 2003 war sie Lehrstuhlinhaberin für Politikwissenschaft an der Ludwig-Maximilians-Universität München.
Derzeit ist sie Dozentin an der Hochschule für Politik München.
Ihre Forschungsschwerpunkte sind das politische System in Russland, die politischen Systeme Osteuropas und der Nachfolgestaaten der Sowjetunion sowie der Systemvergleich und der Systemwandel.
Margareta Mommsen ist die Witwe des Historikers Hans Mommsen, sie lebt in Feldafing.

## Schriften (Auswahl)
Monografien
- mit Angelika Nußberger: Das System Putin. Gelenkte Demokratie und politische Justiz in Russland. Beck, München 2007, ISBN 3-406-54790-7.
- Wer herrscht in Rußland? Der Kreml und die Schatten der Macht (= Beck'sche Reihe. Bd. 1413). 2. durchgesehene und erweiterte Auflage, Beck, München 2004, ISBN 3-406-51118-X.
- Wohin treibt Russland? Eine Großmacht zwischen Anarchie und Demokratie (= Beck'sche Reihe. Bd. 1002). Beck, München 1996, ISBN 3-406-37392-5.
- Hilf mir, mein Recht zu finden. Propyläen-Verlag, Frankfurt am Main 1987, ISBN 3-549-06670-8.
- als Mommsen-Reindl: Die österreichische Proporzdemokratie und der Fall Habsburg (= Böhlaus zeitgeschichtliche Bibliothek. Bd. 1). Böhlau, Wien u. a. 1976, ISBN 3-205-07126-3 (Zugleich: Heidelberg, Dissertation).

Herausgeberschaften
- mit Hans-Henning Schröder: Gorbatschows Revolution von oben. Dynamik und Widerstände im Reformprozess der UdSSR (= Ullstein. Bd. 34448). Ullstein, Frankfurt am Main 1987, ISBN 3-548-34448-8.
- Nationalismus in Osteuropa. Gefahrvolle Wege in die Demokratie (= Beck'sche Reihe. Bd. 477). Beck, München 1992, ISBN 3-406-34069-5.